# Fernando Francesco d'Avalos
(Paolo Giovio)
Fernando (detto Ferrante) Francesco d'Avalos Marchese di Pescara (Napoli, 1490 – Milano, 3 dicembre 1525) è stato un condottiero italiano.

## Biografia

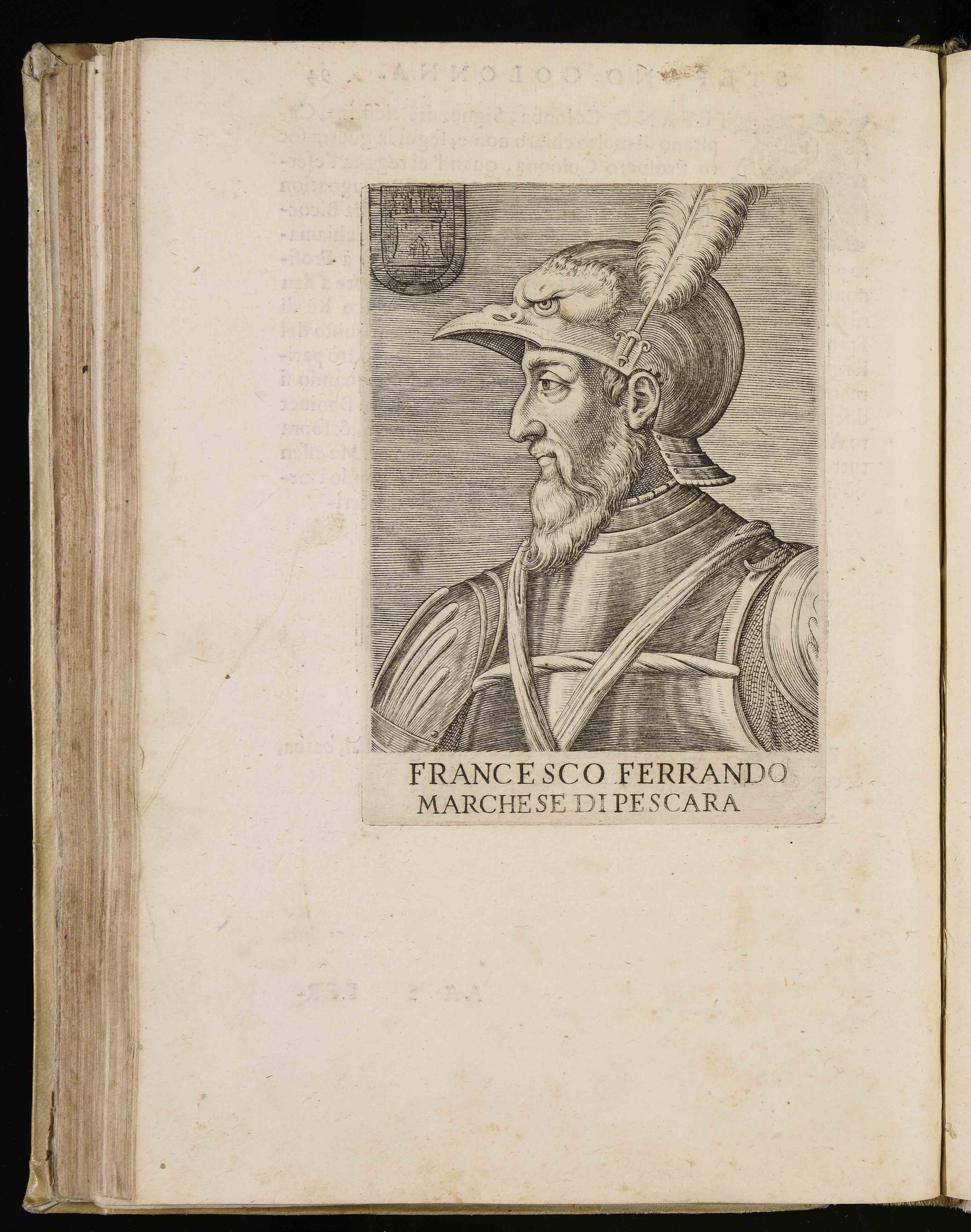
Ferrante d'Avalos raffigurato nell'opera Ritratti di cento capitani illustri di Aliprando Caprioli, 1596

Come nobile del partito aragonese di Napoli, sostenne Ferdinando II d'Aragona nelle sue campagne militari in Italia.
Poi, come generale della Corona spagnola, partecipò alle Guerre Italiane. Fu comandante in capo dell'esercito imperiale (Asburgico) in Italia durante le guerre tra gli Asburgo di Spagna e dell'Impero e i Valois di Francia e sconfisse i francesi alla battaglia della Bicocca e a quella decisiva di Pavia.
Nel 1512 comandò un reparto di cavalleria leggera nella battaglia di Ravenna dove fu ferito e preso prigioniero dai francesi. Grazie all'intervento di uno dei più eminenti generali dell'esercito francese, l'italiano Gian Giacomo Trivulzio, che gli era parente per via di matrimonio, gli fu concesso di riscattarsi per 6.000 ducati, e fu rilasciato alla fine della guerra della Lega Santa.
Comandò la fanteria spagnola nella Battaglia de La Motta, o di Vicenza il 7 ottobre 1513. Fu in quell'occasione che chiese ai suoi uomini di preoccuparsi di calpestarlo prima dei nemici se fosse caduto. Dalla battaglia di Vicenza del 1513 fino a quella della Bicocca il 29 aprile 1522, continuò il suo servizio come comandante degli spagnoli come compagno, piuttosto che subordinato, di Prospero Colonna.
Dopo la battaglia della Bicocca, Carlo V nominò Prospero Colonna comandante in capo. D'Avalos, che si considerò defraudato, compì un viaggio a Valladolid in Spagna, dove si trovava in quel momento l'imperatore, per far valere le sue ragioni. Carlo V, col quale aveva avuto lunghi e confidenziali colloqui, lo convinse a sottostare, per il momento, al comando del Colonna. In questi incontri però, egli acquisì una certa confidenza con Carlo V. La sua origine e le sue simpatie spagnole lo segnalarono come un comandante più fidato in Italia di quanto lo sarebbe stato un italiano "puro".

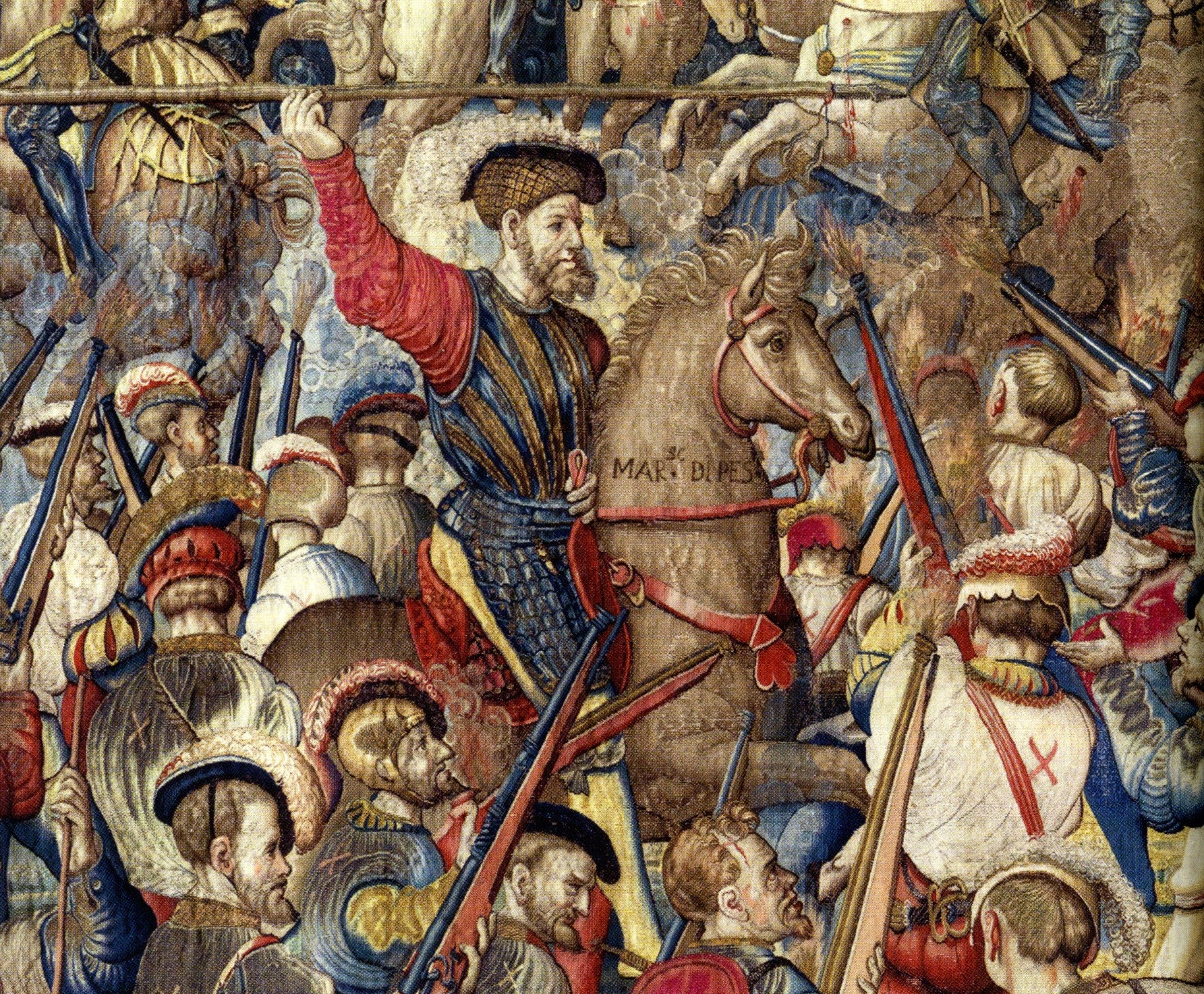
Francesco Ferdinando raffigurato negli Arazzi della battaglia di Pavia, Museo di Capodimonte, Napoli

Quando Francesco I invase l'Italia nel 1524, D'Avalos fu nominato luogotenente dell'imperatore per respingere l'invasione. Le difficoltà del suo ruolo furono enormi, dato che vi era grande malcontento nell'esercito, che era molto sotto-pagato. La tenacia, la pazienza e il tatto di D'Avalos trionfarono su ogni ostacolo. La sua influenza sulle truppe dei veterani spagnoli e sui mercenari tedeschi ne garantì la fedeltà durante il lungo assedio di Pavia.
Il 24 febbraio 1525 sconfisse e prese prigioniero Francesco I con un brillante attacco durante la battaglia di Pavia, dove combatté anche suo cugino Alfonso III d'Avalos. Il piano di D'Avalos fu notevole per l'audacia e la perizia dimostrate nell'annientamento della cavalleria pesante francese attuato con degli assalti sui fianchi di archibugieri e cavalleria leggera. Si crede però che egli non fu soddisfatto del trattamento ricevuto dall'imperatore e Girolamo Morone, segretario del Duca di Milano, lo contattò con un progetto per cacciare dall'Italia i francesi, gli spagnoli e i tedeschi e ottenere per sé il trono. D'Avalos potrebbe essere stato tentato, ma nei fatti si comportò lealmente, riferì dell'offerta a Carlo V e mise in prigione Morone. La sua salute, comunque aveva cominciato a peggiorare per gli sforzi e le ferite e morì di tisi a Milano pochi giorni dopo essere stato nominato governatore della città tra la una e le due di notte del 3 dicembre 1525.

## Matrimonio

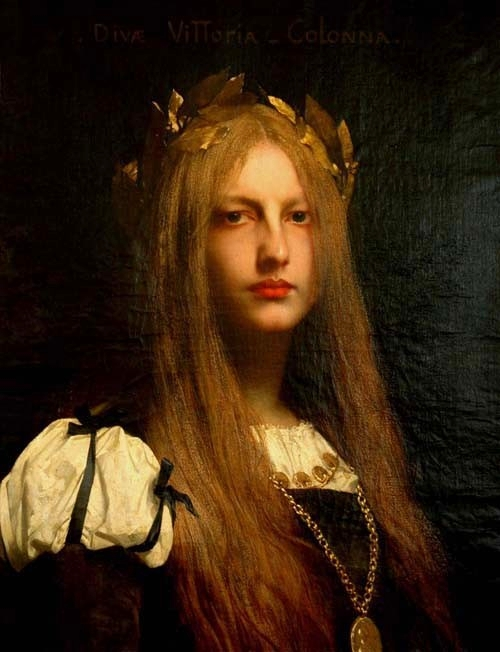
Vittoria Colonna

All'età di sei anni Fernando, fu promesso in sposo a Vittoria Colonna, figlia del generale Fabrizio Colonna e di Agnese di Montefeltro, e il matrimonio fu celebrato ad Ischia il 27 dicembre 1509.
Nonostante la sua nascita a Napoli, Francesco D'Avalos si considerò sempre spagnolo, oltre all’italiano parlò sempre e più spesso lo spagnolo, talvolta pure con sua moglie, e si circondò sempre di soldati e ufficiali spagnoli, o italo-spagnoli.

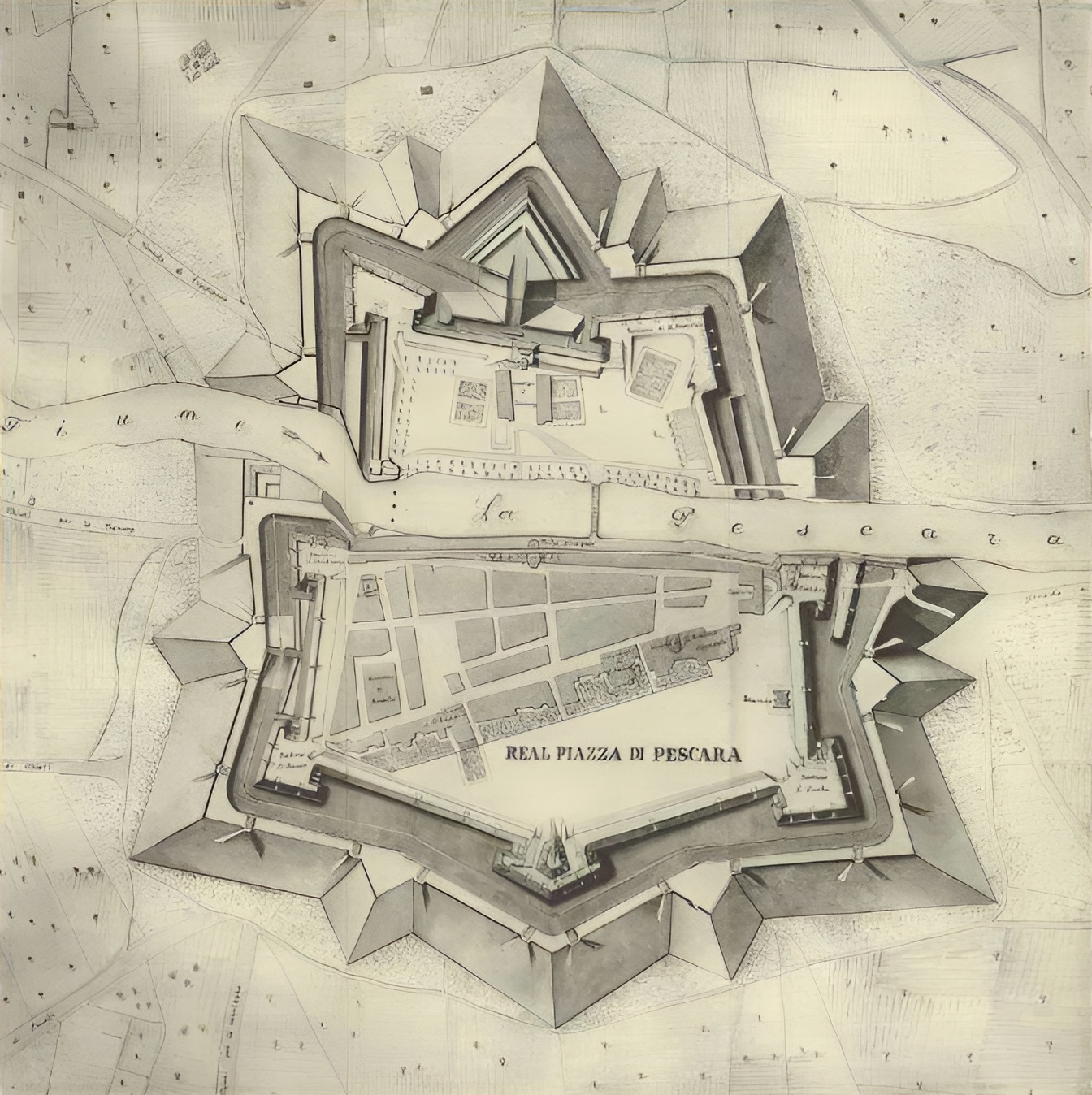
La fortezza di Pescara

La sua considerazione degli italiani, ad esclusione dei napoletani e dei siciliani inquadrati a fianco degli spagnoli nei temuti tercios, come combattenti fu scarsa e la espresse apertamente.
Egli fu quinto marchese di Pescara e terzo della famiglia d'Avalos. Non ebbe figli il suo titolo passò al cugino, il secondo marchese del Vasto Alfonso III d'Avalos, che si distinse anch'egli come generale imperiale.
Fernando Francesco è ricordato a Pescara con delle epigrafi, realizzate nel 1949, in una delle quattro testate del nuovo ponte Risorgimento, che collega piazza Unione al corso Vittorio Emanuele, insieme ad altri personaggi della storia di Pescara, come la moglie Vittoria Colonna, Muzio Attendolo Sforza e Gian Girolamo II Acquaviva.

## Biografie
Un capitolo delle Vitae di Paolo Giovio è a lui dedicato: "Se noi volessimo mettere insieme tutte le onorate virtù del corpo e dell'animo delle cose da lui fatte, egli senza ombra di dubbio supererebbe tutti i suoi uguali e i valorosi capitani che lo hanno preceduto per lode di combattente".